# Nova Mutum
Nova Mutum is een gemeente in de Braziliaanse deelstaat Mato Grosso. De gemeente telt 26.874 inwoners (schatting 2009).